# Prasophyllum flavum
Prasophyllum flavum är en orkidéart som beskrevs av Robert Brown. Prasophyllum flavum ingår i släktet Prasophyllum och familjen orkidéer. Inga underarter finns listade i Catalogue of Life.